# Émile-Auguste Reiber
Émile Auguste Reiber né à Schlettstadt (actuelle Sélestat) le 3 avril 1826 et mort à Paris le 27 février 1893,, est un dessinateur d'objets d'art et architecte français.

## Biographie
Fils de Dominique Reiber, conducteur des Ponts-et-Chaussées, et de Frédérique Mathis, Émile Reiber étudie aux Beaux-arts de Paris à partir de 1847 dans l'atelier de Guillaume Abel Blouet. Il remporte le prix de Rome en 1850 et devient directeur des ateliers de conception chez Christofle. Lors de Exposition universelle de 1867 où le Japon est représenté, Reiber s'intéresse particulièrement aux motifs japonisants en imitant le travail mixte japonais de métal et de cloisonné, influence qui se retrouve dans son travail pour Christofle,. En 1861, il fonde et publie une revue critique illustrée L'Art pour tous : encyclopédie de l'art industriel et décoratif, suivie des Albums Reiber en 1877.

## Œuvres

### Logotype
- Premier logotype de la Librairie Larousse en 1876, figurant trois fleurs de pissenlit, dont une semant ses graines, accompagnées de la devise « Je sème à tout vent ».

### Dessin de mobilier
- Bibliothèque monumentale pour le Vatican, vers 1878, encre, plume et aquarelle sur traits de crayon noir sur papier, Paris musée d'Orsay[10].

Œuvres d'Émile Reiber
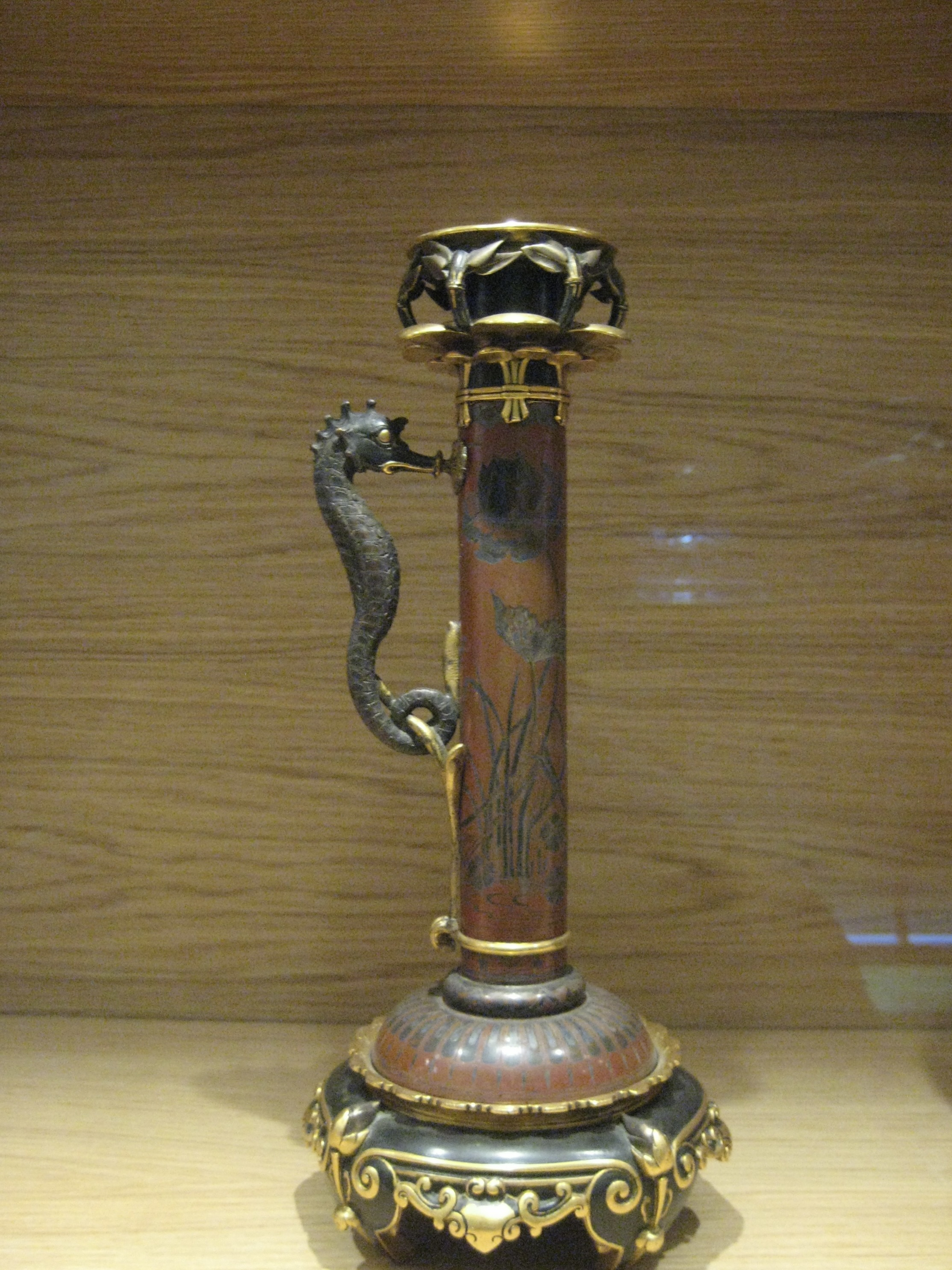
Bougeoir a Main, 1868, Paris musée d'Orsay.
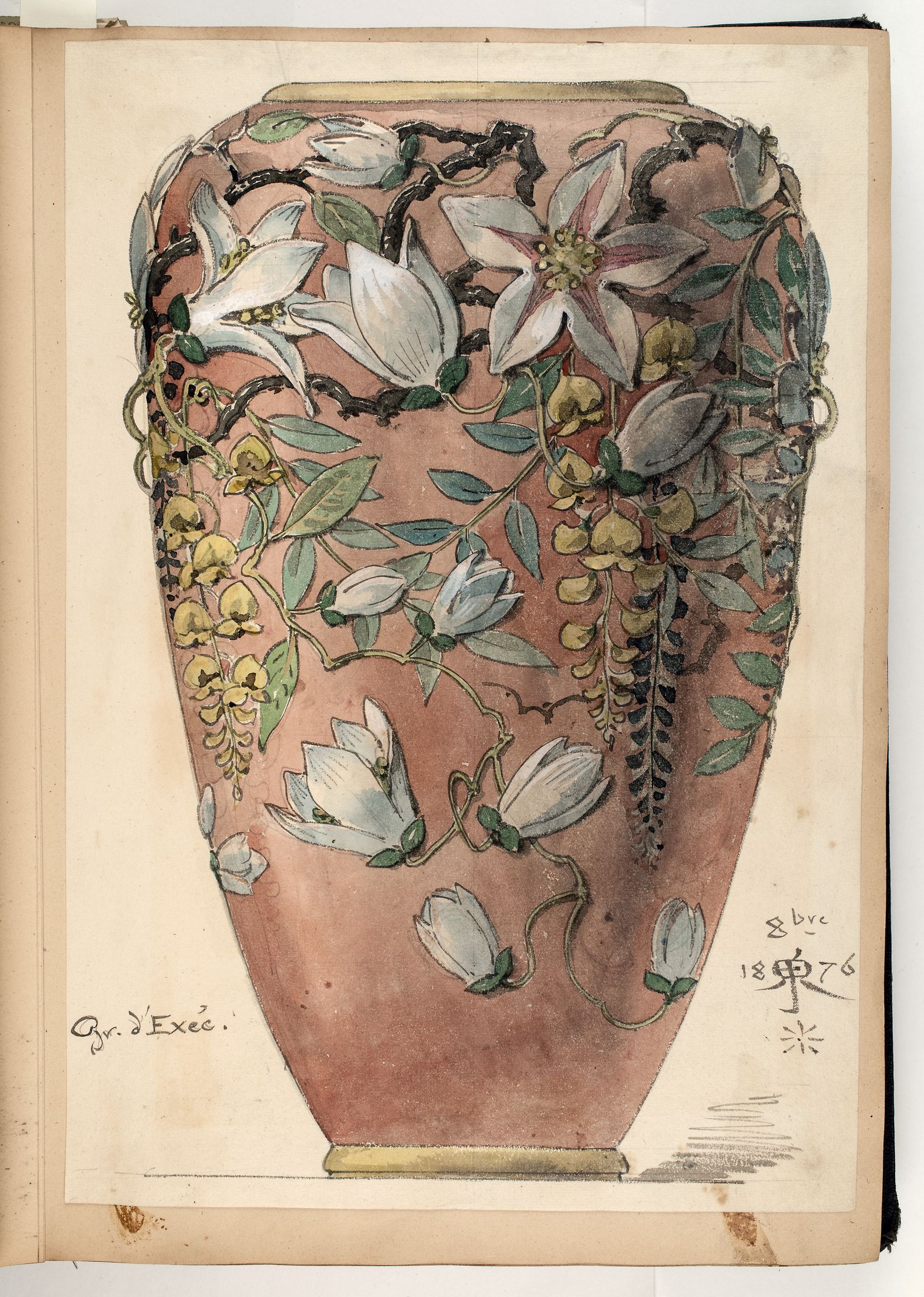
Projet de vase, 1876, Strasbourg, cabinet des estampes et des dessins.
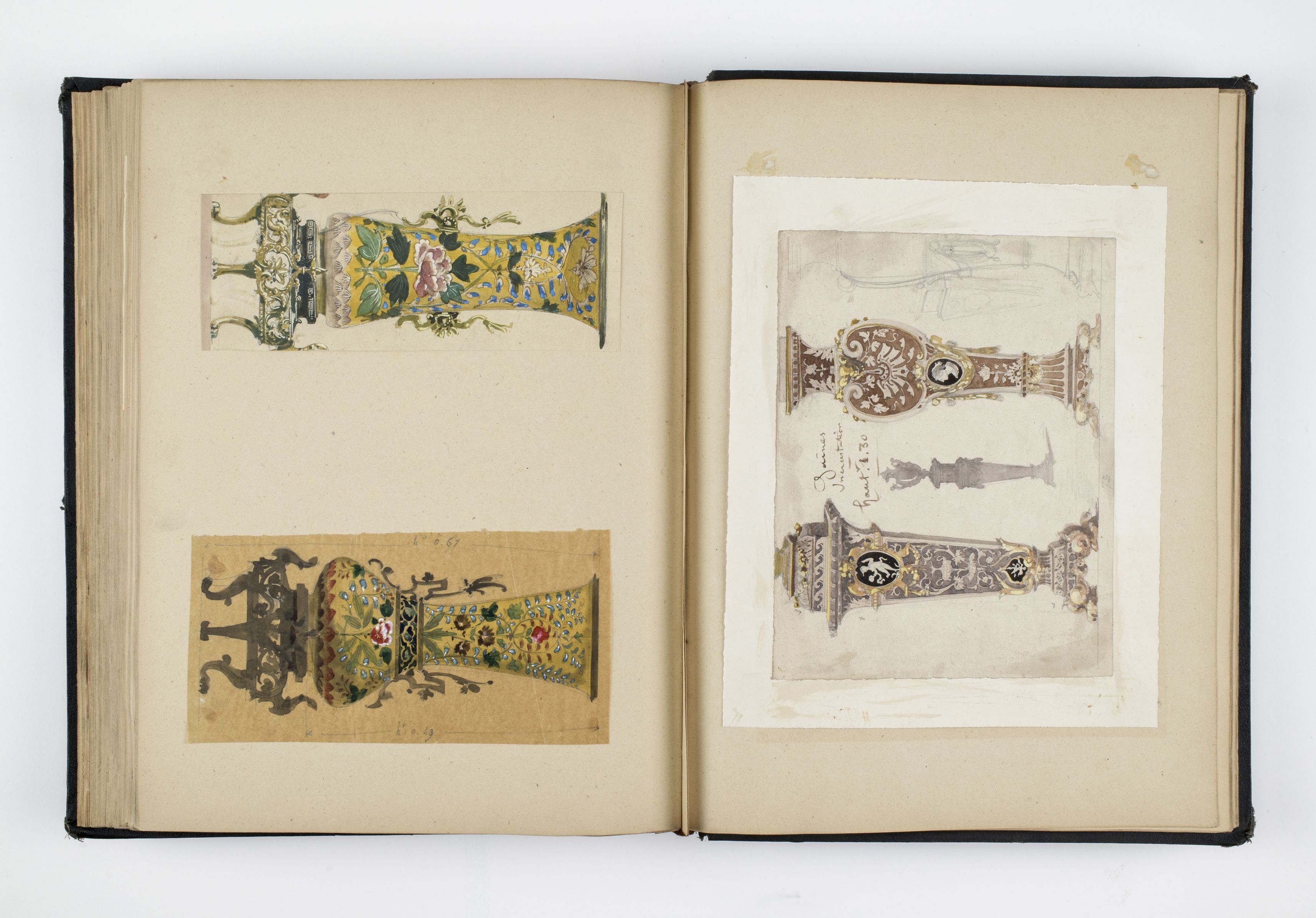
Album Études pour industries diverses, cabinet des estampes et des dessins.
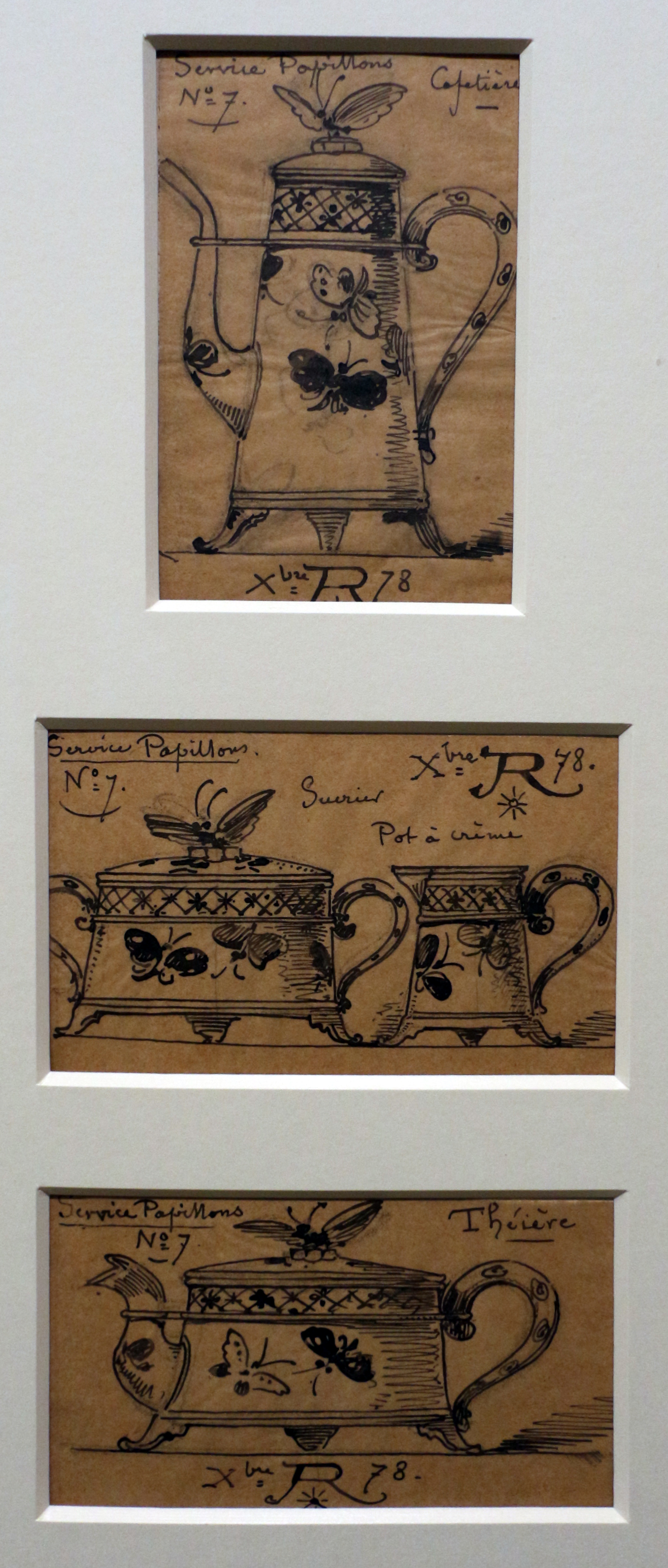
Projet pour le service Papillons, 1878, Paris musée d'Orsay.
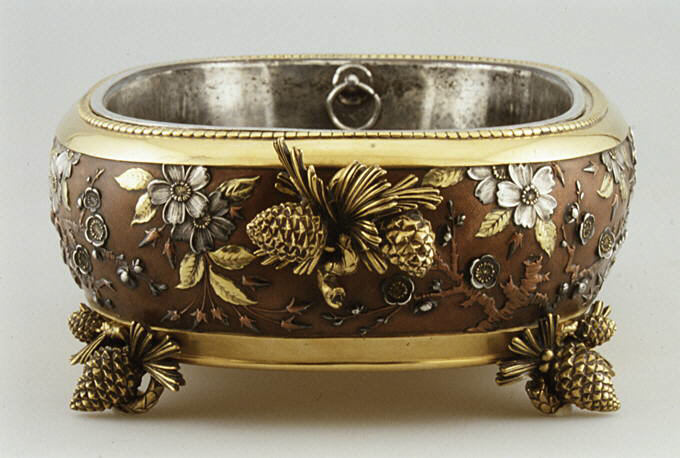
Jardinière, vers 1878, New York, Metropolitan Museum of Art.

## Publications
- Émile Reiber, Albums-Reiber : Bibliothèque portative des Arts du Dessin, Paris, Ateliers du Musée Reiber, 1877, 216 p. (présentation en ligne).
- Émile Reiber, Le Dessin enseigné comme l'écriture, Paris, Émile Reiber, 1879, 36 p. (présentation en ligne).
- Émile Reiber, Les propos de table de la vieille Alsace, Paris, R. Engelmann, 1886, 272 p. (présentation en ligne).
- Émile Reiber, Claude Sauvageot, Pierre Gélis-Didot et Henry Guédy, L'Art pour tous : Encyclopédie de l'Art industriel et décoratif, Paris, Libraries-Imprimeries réunies, 1892 (présentation en ligne).